# Stráňany
Stráňany é um município da Eslováquia, situado no distrito de Stará Ľubovňa, na região de Prešov. Tem 11,61 km² de área e sua população em 2018 foi estimada em 196 habitantes.

## Demografia
| Ano:        | 1994 | 2004    | 2014 | 2024   |
| ----------- | ---- | ------- | ---- | ------ |
| Broj ljudi: | 231  | 194     | 194  | 180    |
| Razlika:    |      | -16,01% | +0%  | -7,21% |

| Ano:               | 2023 | 2024   |
| ------------------ | ---- | ------ |
| Número de pessoas: | 182  | 180    |
| Diferença:         |      | -1,09% |